# Aglaja Veteranyi

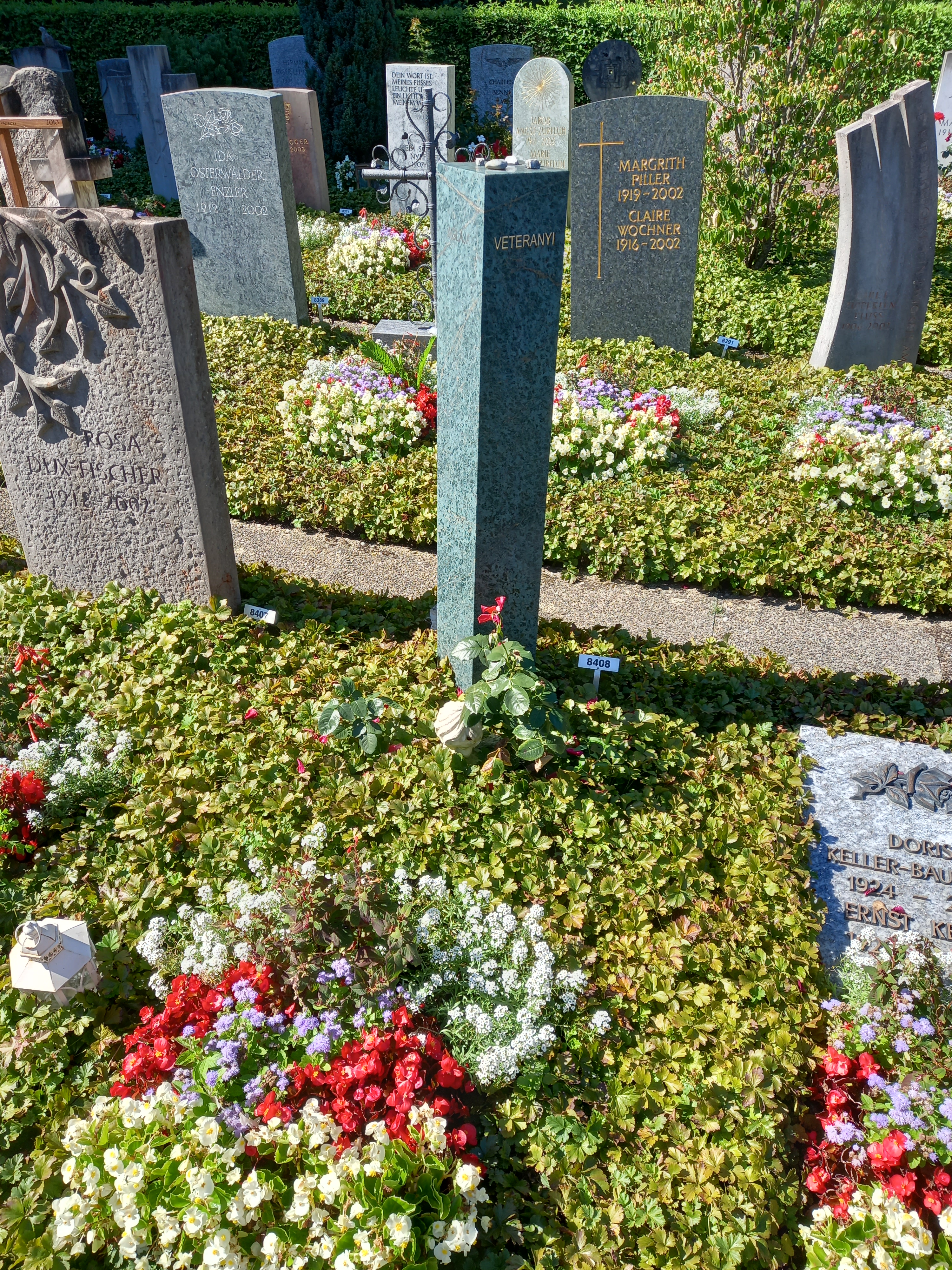
Das Grab von Aglaja Veteranyi auf dem Friedhof Manegg in Zürich

Aglaja Veteranyi (* 17. Mai 1962 in Bukarest; † 3. Februar 2002 in Zürich) war eine Schweizer Schauspielerin und Schriftstellerin.

## Leben
Aglaja Veteranyi entstammte einer rumänischen Familie von Zirkusartisten; der Vater war Tandarica Veteranyi und trat als Clown auf, ihre Mutter war die Akrobatin Josefina Tanasa. 1967 floh die Familie aus Rumänien. In den folgenden Jahren wurde Aglaja Veteranyi gezwungen, als Artistin und Tänzerin aufzutreten. 1977 liess sich die Familie in der Schweiz nieder. Zwar beherrschte Aglaja Veteranyi die rumänische und spanische Sprache, da sie jedoch, bedingt durch die häufigen Ortswechsel, keine reguläre Schule besucht hatte, war sie Analphabetin. Sie eignete sich selbst die geschriebene und gesprochene deutsche Sprache an. Daneben absolvierte sie eine Schauspielausbildung an der Schauspiel Gemeinschaft Zürich, wo sie danach auch unterrichtete.
Seit 1982 lebte Veteranyi als freie Schriftstellerin und Schauspielerin in Zürich. 1988 übernahm sie zusammen mit Christian Seiler bis zum August 2001 die Leitung der Schauspiel Gemeinschaft Zürich (heute Schauspiel Schule Zürich). Sie veröffentlichte zahlreiche Texte in Zeitschriften und Anthologien und wirkte an diversen Theaterprojekten mit u. a. mit René Oberholzer in der literarischen Experimentiergruppe Die Wortpumpe. Sie war Mitglied des Deutschschweizer P.E.N.-Zentrums. 1999 nahm sie mit dem Text Warum das Kind in der Polenta kocht am Ingeborg Bachmann Wettbewerb teil. Seit Herbst 2001 befand sich Aglaja Veteranyi in einer psychischen Krise, die dazu führte, dass sie sich im Februar 2002 durch Ertränken im Zürichsee das Leben nahm.
Aglaja Veteranyi verfasste Romane, Kurzgeschichten, Gedichte und Theaterstücke. Vor allem ihre autobiografischen Texte, in denen sie ihre schwere Kindheit verarbeitete, wurden ob ihrer Authentizität von der Literaturkritik hochgelobt. Ihr Roman Das Regal der letzten Atemzüge blieb unvollendet und wurde posthum veröffentlicht.
Sie fand ihre letzte Ruhestätte auf dem Zürcher Friedhof Manegg.
Veteranyis Nachlass wird seit 2013 vom Schweizerischen Literaturarchiv in Bern verwahrt.

## Auszeichnungen
- 1998: Aufenthaltsstipendium des Berliner Senats
- 2000: Förderpreis Literatur des Kunstpreises Berlin
- 2000: Förderpreis des Adelbert-von-Chamisso-Preises[1]
- Preis der Literaturförderung der Stadt Zürich

## Werke
- Ein Totentanz: Geschenke. Mit Holzschnitten von Jean-Jacques Volz. Edition Peter Petrej, Zürich 1999.
- Warum das Kind in der Polenta kocht. Deutsche Verlags-Anstalt, Stuttgart 1999, ISBN 3-421-05216-6. / Deutscher Taschenbuch-Verlag, München 2001, ISBN 3-423-12908-5.
  - Ausgabe mit Holzschnitten von Katrin Stangl. Hochschule für Grafik und Buchkunst, Leipzig 2004.
  - Übersetzungen: Spanisch (2001)[2], Polnisch (2003), Rumänisch (2003), Ungarisch (2003), Slowakisch (2004), Französisch (2004), Englisch (2012)[3], Niederländisch (2024).
  - Theaterfassungen:
    - Ilka Schönbein: Mein eigen Fleisch und Blut (Chair de ma chair).[4][5]
    - Nadine Schwitter: Warum das Kind in der Polenta kocht. Stadttheater Bern und Deutsches Schauspielhaus in Hamburg, 2010, sowie Theater Bonn, 2013.[6][7]
- Das Regal der letzten Atemzüge. Deutsche Verlags-Anstalt, Stuttgart/München 2002, ISBN 3-421-05377-4. / Deutscher Taschenbuch-Verlag, München 2004, ISBN 3-423-13217-5.[8][9]
  - Übersetzungen: Rumänisch (2003), Polnisch (2004), Slowakisch (2006).
- Vom geräumten Meer, den gemieteten Socken und Frau Butter. Mit einem Nachwort von Werner Morlang. Deutsche Verlags-Anstalt, München 2004, ISBN 3-421-05832-6. / Deutscher Taschenbuch-Verlag, München 2012, ISBN 3-423-14066-6.
  - Übersetzungen: Polnisch (2005)
- Café Papa. Fragmente. Der gesunde Menschenversand, Luzern 2018, ISBN 978-3-03853-084-8.
- Wörter statt Möbel. Fundstücke. Der gesunde Menschenversand, Luzern 2018, ISBN 978-3-03853-083-1.
- Hier Himmel. 30 Postkarten. Der gesunde Menschenversand, Luzern 2018, ISBN 978-3-03853-085-5.

Beiträge in Anthologien (Auswahl)
- Das Geschwisterkind. Der Garten. Der Stärkere. Der Unterricht. Die Belohnung. Die Fabrik. Die Fremde. Feierabend. Kinderspiel. Schneeeinbruch. Kurzgeschichten. In: Reisegepäck 3. Kurzprosa-Anthologie. Hg. v. Wolfgang G. Schulze. Verlag freier Autoren, Fulda 1995, ISBN 3-88611-180-6.
- Das Haus. Die Wende. Kurzgeschichten. In: Region Wil 1995. Porträt über Die Wortpumpe im Kulturteil. Arwag-Verlag, Wil 1995
- Das Lied. Warum das Kind in der Polenta kocht. Kurzgeschichten. In: Völkerfrei. 25 Jahre Krautgarten. Ein Lesebuch. Hg. v. Klaus Wiegerling. Edition Krautgarten, St. Vith 2007, ISBN 2-87316-030-6.

Beiträge in Zeitschriften und Zeitungen (Auswahl)
- Die Hochzeit. Kurzgeschichte. In: Zürcher Unterländer. 20. Februar 1993. Bülach 1993.
- Der Revoluzzer. Der Unterricht. Die Puppe. Die zerschnittenen Eltern (Die Hochzeit, Liebe machen, Der Vater, Der Besuch, Strafaufgabe). Meine Geburten. In: Lillegal. Literaturzeitung. Nr. 14. Der Mensch Kind. Salzburg 1994.
- Das Frühstück. Feierabend. Kurzgeschichten. In: Labyrinth & Minenfeld. Literaturzeitschrift. Nr. 6/7. Osnabrück 1995.
- Brotpflicht. Das abgebrochene Kind. Der Stammbaum. Die Belohnung. Eugen. Frohes Ereignis. Muttersprache. Kurzgeschichten. In: Lillegal. Literaturzeitung. Nr. 15. Salzburg 1995.
- Die Fremde. Kurzgeschichte. In: Am Erker. Zeitschrift für Literatur. Nr. 29. Einem Fremden kommt leicht alles sonderbar vor. Münster 1995, ISBN 3-925084-16-9.
- Liebe machen (Persönliche Werte, Der Mannstisch, Eine glückliche Familie, Besesselt, Der Wald, Das Hausfrauenfest, Der Witwensaal, Liebe auf den ersten Tod). Muttersprache. Tränenvermittlung. Kurzgeschichten. In: Wandler. Zeitschrift für Literatur. Nr. 15. Konstanz 1995.
- Aufgepasst!. Die Attraktion. Tränenvermittlung. Kurzgeschichten. In: Gegenwind. Zeitschrift für Literatur. Nr. 8. Hg. Literarischer Arbeitskreis Augsburg. Augsburg 1995.
- Die Wende. Schneeeinbruch. Kurzgeschichten. Anschauung. Dialog. In: Labyrinth & Minenfeld. Literaturzeitschrift. Nr. 8. Osnabrück 1995.
- Der Wortbändiger. Warum das Kind in der Polenta kocht. Kurzgeschichten. In: Jederart. Essener Zeitschrift für Lyrik, Prosa und Grafik. Nr. 11. Heiligenhaus 1996.
- Die Bulandra. Rindsbraten für Herzschlanke (Die Attraktion, Das Frühstück, Besesselt, Die Verwandten, Bitte nicht berühren, Feierabend). Warum ich kein Engel bin. Kurzgeschichten. In: Fisch. Literaturzeitschrift. Nr. 1. Würzburg 1996.
- Der Koffer. Der Wartesaal. Die Flucht. Kurzgeschichten. In: Fisch. Literaturzeitschrift. Nr. 3. Würzburg 1997.
- Das Fragezimmer. Die Bulandra. Die Firma. Sammelstelle. Kurzgeschichten. In: das heft das seinen langen namen ändern wollte. Literaturzeitschrift. Nr. 1. Hg. v. Matthias Burki. Bern 1998.
- Der Wald. Die Bulandra. Die Puppe. Residenz Belvedere. In: Gegenwind. Zeitschrift für Literatur. Nr. 12. Hg. vom Literarischen Arbeitskreis Augsburg. Augsburg 1998.
- Anweisungen zum korrekten Husten. Kurzgeschichte. In: Log. Zeitschrift für internationale Literatur. Nr. 84. Wien 1999.
- Das Geschäft. In: das heft das seinen langen namen ändern wollte. Literaturzeitschrift. Nr. 6. Hg. von Matthias Burki und Yves Thomi. Der gesunde Menschenversand, Bern 2000.

## Film
- Ludwig Metzger: Hier Himmel – Aglaja Veteranyi. Film-Porträt von SFDRS und WDR für 3sat, 2003.[16]